# Carlo Barbieri (generale)
Carlo Barbieri (Ancona, 1883 – 1951) è stato un generale italiano.

## Carriera
Sottotenente di artiglieria nel 1904, è presto cooptato nello Stato Maggiore. Partecipa alle campagne di Libia e alla grande guerra, e nel 1919 è membro della Commissione italiana per il controllo dell'Austria e dell'Ungheria.
Chiamato a sostituire nel 1926 Attilio Vigevano alla guida del Servizio Informazioni Militare, vi rimane sino al 1927; quindi prosegue la carriera militare sino al 1940, anno in cui va in riserva col grado di generale. Dal 1943 al 1945 viene internato in un lager tedesco.
Muore nel 1951.